# Lance
Lance — вугільний метеорит масою 51750 грам.